# Крис, Иоганн
Иоганн Крис (нем. Johannes Adolf von Kries; 6 октября 1853, Роггенхаузен, Зап. Пруссия — 30 декабря 1928, Фрайбург, Баден-Вюртемберг) — физиолог.
После завершения образования в Галле, Лейпциге и Цюрихе, работал в лаборатории у Гельмгольца в Берлине и был ассистентом Лудвига в Лейпциге. С 1880 был профессором физиологии во Фрайбурге.
Крису принадлежат несколько крупных исследований зрительных ощущений, кровообращения и работы мускулов. Таковы: «Die Gesichtsempfindungen und ihre Analyse» (Лпц., 1882); «Studien zur Pulslehre» (Фрайбург, 1882); много его работ помещено в «Archiv für Physiologie» Дю-Буа-Реймона, в «Archiv f. Ophthalmologie» и в «Zeitschrift f. Psychologie u. Physiologie d. Sinnesorgane». Его исследования зрительных ощущений были собраны в «Abhandlungen zur Physiologie der Gesichtsempfindungen aus d. Physiol. Inst. zu Freib. in Br.» (1897—1902). Ему же принадлежат несколько работ по психофизике: «Ueber Messung intensiver Grössen» (в «Vierteljahrschr. für wiss. Philosophie», VI); по теории вероятностей («Principien der Wahrscheinlichkeitsrechnung», 1886) и по теории познания («Ueber den Bergriff der objektiven Möglichkeit», 1888).